# Benkhausen
Benkhausen ist ein Ortsteil der Gemeinde Diemelsee im nordhessischen Landkreis Waldeck-Frankenberg.

## Geographie

### Geographische Lage
Benkhausen liegt im Upland im Naturpark Diemelsee an der Rhene. Östlich des Ortes verläuft die Landesstraße 3076, die Aartalstraße. Benkhausen liegt zwischen Dortmund und Kassel südlich von Paderborn, ungefähr in der Mitte eines Dreiecks mit den Eckpunkten Korbach, Brilon und Marsberg. Die dem Ort zugerechnete Gemarkungsgröße beträgt 500 Hektar.

### Naturräumliche Gliederung
Naturräumlich ist der Ort der Region „332 Ostsauerländer Gebirgsrand“ und darin dem Vorupländer Hügelland (332.61) zugeordnet.

### Sprachgeographie
Die Entwicklung des lokalen Sprachgebrauchs ist durch die Grenzlage zwischen Hessen und Westfalen begründet. Die Benrather Linie ist eine historische Sprachgrenze zwischen nordhessischen Dialekten und westfälische Dialekten. Weiterhin ist die Region vom Sauerländer Platt beeinflusst. Die Dat-das-Linie hat in dieser Region einen ähnlichen Verlauf. Kleinräumige sprachgeographische Grenzen zur Aussprache von Vokalen wurden um Benkhausen bis in das 20. Jahrhundert nachgewiesen.

## Geschichte

### Erwähnungen
Die älteste bekannte schriftliche Erwähnung von Benkhausen erfolgte unter dem Namen Beigenchusun im Jahr 1072.
Die bekannten historischen Erwähnungen finden sich in folgender Übersicht:
- Beigenchusun (1072) [Kop. um 1124/25 Bauermann, Grafschafter Stiftungsurkunden, S. 12, Regesten der Erzbischöfe von Köln 1, S. 298–299, Nr. 1014]
- Beinchusen, de (1237) [Urkunden Kloster Bredelar, S. 56–57, Nr. 31]
- Beynchusen, in (1335) [Urkunden der Propstei Marsberg, S. 104, Nr. 149]
- Benkhosen, in (1350) [Paul Wigand, Einzelne Beiträge, in: Archiv für Geschichte und Alterthumskunde Westphalens 6 (1834), S. 385–405, IV: Das älteste Corveyer Lehnsregister, hier S. 395, § 53]
- Beyngenchusen, to (1383) [HStAM Bestand Urk. 85 Nr. 8528]
- Beynchusen (1397) [Urkunden Kloster Bredelar, S. 225, Nr. 458]
- Benckhusen (1537) [HStAM Bestand 127 Nr. 3]
- Benckhausen (1733) [HStAD Bestand P 23 Nr. 56]

### Hessische Gebietsreform (1970–1977)
Zum 31. Dezember 1971 entstand im Zuge der Gebietsreform in Hessen durch den freiwilligen Zusammenschluss der bis dahin selbständigen Gemeinden Adorf, Benkhausen, Deisfeld, Flechtdorf, Giebringhausen, Heringhausen, Ottlar, Rhenegge, Schweinsbühl, Stormbruch, Sudeck, Vasbeck und Wirmighausen die neue Gemeinde Diemelsee. Sitz der Gemeindeverwaltung wurde Adorf.
Für die ehemals selbständigen Gemeinden von Diemelsee wurden gemäß Hauptsatzung Ortsbezirke mit Ortsbeirat und Ortsvorsteher errichtet. Die Grenzen der Ortsbezirke folgen grundsätzlich den Gemarkungsgrenzen.

### Verwaltungsgeschichte im Überblick
Die folgende Liste zeigt die Staaten bzw. Herrschaftsgebiete und deren untergeordnete Verwaltungseinheiten, in denen Benkhausen lag:
- 1546 und später: Heiliges Römisches Reich, Grafschaft Waldeck, Amt Eisenberg
- ab 1712: Heiliges Römisches Reich, Fürstentum Waldeck, Amt Eisenberg
- ab 1806: Fürstentum Waldeck, Amt Eisenberg
- ab 1815: Fürstentum Waldeck, Oberamt des Eisenbergs (Sitz in Korbach)
- ab 1816: Fürstentum Waldeck, Oberjustizamt des Eisenbergs (Sitz in Korbach)
- ab 1850: Fürstentum Waldeck-Pyrmont (seit 1849), Kreis des Eisenbergs (Sitz in Korbach)[Anm. 1]
- ab 1867: Fürstentum Waldeck-Pyrmont (Akzessionsvertrag mit Preußen), Kreis des Eisenbergs
- ab 1871: Deutsches Reich, Fürstentum Waldeck-Pyrmont, Kreis des Eisenbergs
- ab 1919: Deutsches Reich, Freistaat Waldeck-Pyrmont, Kreis des Eisenbergs
- ab 1929: Deutsches Reich, Freistaat Preußen, Provinz Hessen-Nassau, Regierungsbezirk Kassel, Kreis des Eisenbergs
- ab 1942: Deutsches Reich, Freistaat Preußen, Provinz Hessen-Nassau, Regierungsbezirk Kassel, Landkreis Waldeck
- ab 1944: Deutsches Reich, Freistaat Preußen, Provinz Kurhessen, Regierungsbezirk Kassel, Landkreis Waldeck
- ab 1945: Amerikanische Besatzungszone, Groß-Hessen, Regierungsbezirk Kassel, Landkreis Waldeck
- ab 1946: Amerikanische Besatzungszone, Hessen, Regierungsbezirk Kassel, Landkreis Waldeck
- ab 1949: Bundesrepublik Deutschland, Hessen, Regierungsbezirk Kassel, Landkreis Waldeck
- ab 1972: Bundesrepublik Deutschland, Hessen, Regierungsbezirk Kassel, Landkreis Waldeck, Gemeinde Diemelsee[Anm. 2]
- ab 1974: Bundesrepublik Deutschland, Hessen, Regierungsbezirk Kassel, Landkreis Waldeck-Frankenberg, Gemeinde Diemelsee

### Bevölkerung
Einwohnerstruktur 2011
Nach den Erhebungen des Zensus 2011 lebten am Stichtag dem 9. Mai 2011 in Benkhausen 159 Einwohner. Darunter waren 3 (1,9 %) Ausländer.
Nach dem Lebensalter waren 33 Einwohner unter 18 Jahren, 57 waren zwischen 18 und 49, 27 zwischen 50 und 64 und 42 Einwohner waren älter.
Die Einwohner lebten in 63 Haushalten. Davon waren 12 Singlehaushalte, 21 Paare ohne Kinder und 27 Paare mit Kindern, sowie 3 Alleinerziehende und keine Wohngemeinschaften. In 18 Haushalten lebten ausschließlich Senioren und in 33 Haushaltungen leben keine Senioren.
Einwohnerentwicklung
 Quelle: Historisches Ortslexikon
- 1541: 12 Häuser
- 1620: 20 Häuser
- 1650: 14 Häuser
- 1738: 17 Häuser
- 1770: 24 Häuser, 149 Einwohner

| Benkhausen: Einwohnerzahlen von 1770 bis 2020 | Benkhausen: Einwohnerzahlen von 1770 bis 2020 | Benkhausen: Einwohnerzahlen von 1770 bis 2020 | Benkhausen: Einwohnerzahlen von 1770 bis 2020 | Benkhausen: Einwohnerzahlen von 1770 bis 2020 |
| --- | --------------------------------------------- | --------------------------------------------- | --------------------------------------------- | --------------------------------------------- |
| Jahr |                                               |                                               |                                               | Einwohner                                     |
| 1770 | 1770                                          |                                               | 149                                           | 149                                           |
| 1800 | 1800                                          |                                               | ?                                             | ?                                             |
| 1834 | 1834                                          |                                               | 192                                           | 192                                           |
| 1840 | 1840                                          |                                               | 183                                           | 183                                           |
| 1846 | 1846                                          |                                               | 174                                           | 174                                           |
| 1852 | 1852                                          |                                               | 168                                           | 168                                           |
| 1858 | 1858                                          |                                               | 172                                           | 172                                           |
| 1864 | 1864                                          |                                               | 162                                           | 162                                           |
| 1871 | 1871                                          |                                               | 160                                           | 160                                           |
| 1875 | 1875                                          |                                               | 166                                           | 166                                           |
| 1885 | 1885                                          |                                               | 168                                           | 168                                           |
| 1895 | 1895                                          |                                               | 166                                           | 166                                           |
| 1905 | 1905                                          |                                               | 172                                           | 172                                           |
| 1910 | 1910                                          |                                               | 169                                           | 169                                           |
| 1925 | 1925                                          |                                               | 162                                           | 162                                           |
| 1939 | 1939                                          |                                               | 145                                           | 145                                           |
| 1946 | 1946                                          |                                               | 207                                           | 207                                           |
| 1950 | 1950                                          |                                               | 200                                           | 200                                           |
| 1956 | 1956                                          |                                               | 167                                           | 167                                           |
| 1961 | 1961                                          |                                               | 136                                           | 136                                           |
| 1967 | 1967                                          |                                               | 139                                           | 139                                           |
| 1980 | 1980                                          |                                               | ?                                             | ?                                             |
| 1990 | 1990                                          |                                               | ?                                             | ?                                             |
| 2001 | 2001                                          |                                               | 156                                           | 156                                           |
| 2011 | 2011                                          |                                               | 159                                           | 159                                           |
| 2015 | 2015                                          |                                               | 160                                           | 160                                           |
| 2020 | 2020                                          |                                               | 147                                           | 147                                           |
| Datenquelle: Historisches Gemeindeverzeichnis für Hessen: Die Bevölkerung der Gemeinden 1834 bis 1967. Wiesbaden: Hessisches Statistisches Landesamt, 1968. Weitere Quellen: LAGIS; Gemeinde Diemelsee; Zensus 2011 |                                               |                                               |                                               |                                               |

Religionszugehörigkeit
| • 1885: | 166 evangelische (= 100 %) Einwohner                             |
| • 1961: | 128 evangelische (= 94,12 %), 5 katholische (= 3,68 %) Einwohner |

## Kultur und Sehenswürdigkeiten

### Kirche

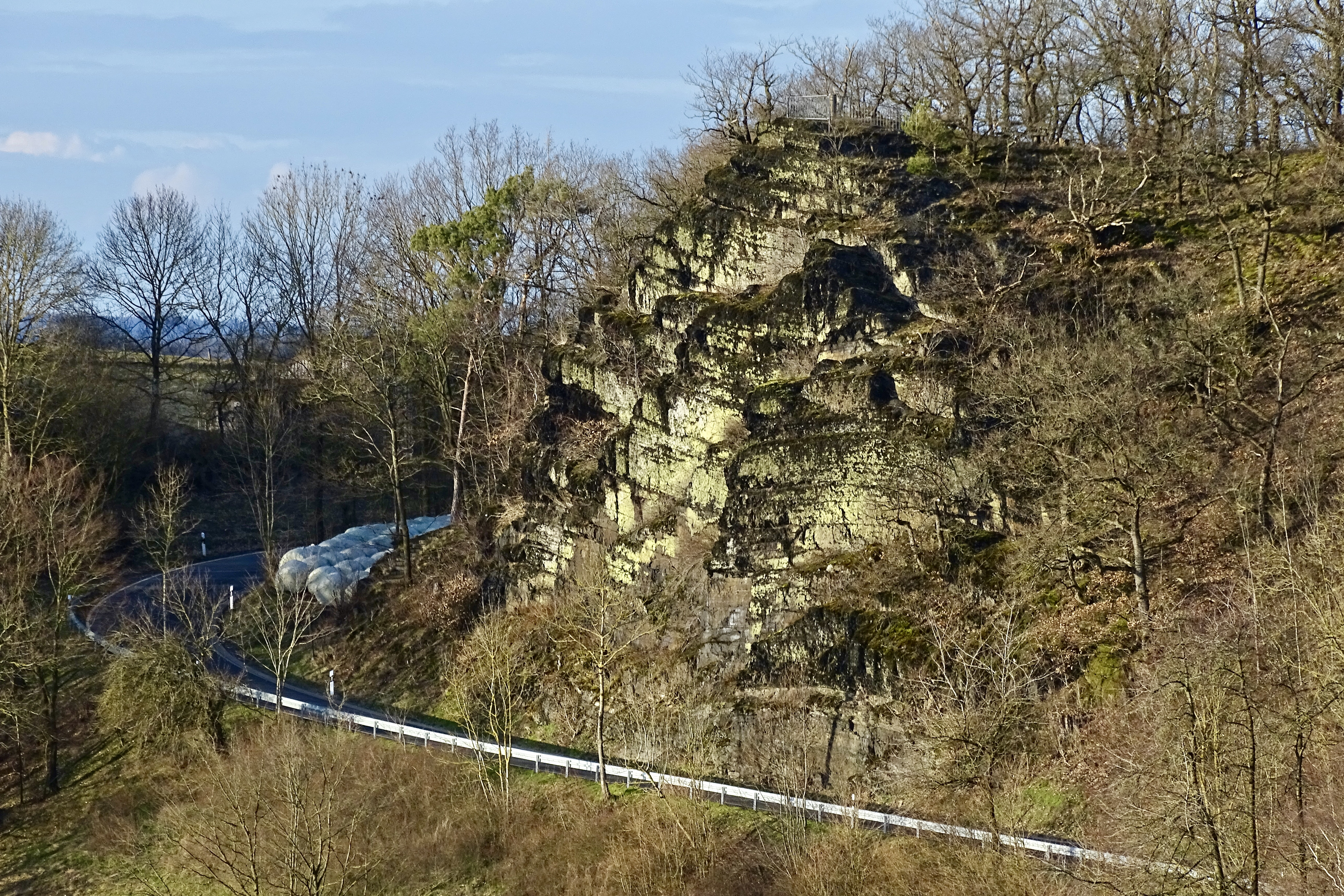

Um 1541 wurde in Benkhausen eine Kapelle errichtet, der 1687 eine Kirche im Barockbaustil folgte. Die örtliche Fachwerkkirche von 1687 musste 1967 einem Neubau weichen. 1967–68 wurde die neue evangelische Kirche vom Korbacher Architekten Georg Spratte erbaut, der einige Idee vom Architekten Olaf Andreas Gulbransson verwendete, z. B. für die Altarraumgestaltung und das Portal. Über dem Altar befindet sich ein 2-teiliges Betonglasfenster der Bauzeit. Sechs weitere Fenster wurden 1993 von dem Glasmaler Erhardt Jakobus Klonk geschaffen; die Entwürfe hierzu befinden sich im Landeskirchlichen Archiv Kassel. Die Kirchengemeinde gehört zum evangelischen Kirchenkreis Twiste-Eisenberg

### Naturdenkmale
Benkhausen hat eine „Klippe“, die als „ND 06 012 – Benkhausen – Felspartie Die Heggel“ registriert ist. Weitere Naturdenkmale von Benkhausen wie eine alte Linde und andere geschützte Gebiete finden sich in der Liste der Naturdenkmäler in Diemelsee (Gemeinde).

### Auszeichnungen und Wettbewerbe
Die Gruppe „Höpperjugend“ aus Benkhausen wurde für ihr Engagement mit der „Verleihung des Hessischen Partizipationspreises 2017“ vom hessischen Familienminister Stefan Grüttner geehrt. Gleichzeitig wurde ein Betrag zur Förderung des örtlichen Vereinslebens, zur Infrastrukturentwicklung und zum Wohle der Städtepartnerschaft der Gemeinde Diemelsee mit Den Ham übergeben.

## Infrastruktur
- In Benkhausen gibt es ein Dorfgemeinschaftshaus, die Freiwillige Feuerwehr Benkhausen, eine Grillhütte und einen Spielplatz mit Kneipp-Tretbecken.
- Durch Benkhausen führt der europäische Fernwanderweg Nordsee – Bodensee – Mittelmeer.
- Sehenswert ist der Aussichtspunkt „Klippe“. Zu erreichen über eine der 3 Ortseinfahrten.